# Nyerot
Nyerot is een bestuurslaag in het regentschap Centraal-Lombok van de provincie West-Nusa Tenggara, Indonesië. Nyerot telt 4410 inwoners (volkstelling 2010).